# Rantavaara

Rantavaara är en ort i Gällivare kommun, Norrbottens län. I juni 2016 fanns det enligt Ratsit sex personer över 16 år registrerade med Rantavaara som adress.